# Политика «доброго соседа»
Политика «доброго соседа» (англ. Good Neighbor policy) — внешняя политика администрации США в отношении стран Латинской Америки при президенте Франклине Рузвельте. Пришла на смену эпохе империалистических банановых войн.
Основными принципами этой политики были «невторжение» (англ. non-intervention) и невмешательство (англ. non-interference) во внутреннюю политику стран Латинской Америки. Также продвигалась идея о том, что США должны быть «хорошим соседом» (англ. «good neighbor») и устанавливать взаимовыгодные отношения со странами этого региона. Администрация Рузвельта ожидала, что новая политика создаст новые экономические возможности в форме взаимовыгодных торговых договоров и вновь закрепит влияние Соединённых Штатов в Латинской Америке, изменив позицию многих правительств региона.

## Предыстория
На протяжении конца XIX — начала XX века США неоднократно проводили военные вторжения в страны Латинской Америки для защиты своих интересов, частично из-за коммерческих интересов американского бизнеса. Прежде всего речь шла о защите кредитных интересов (страны Латинской Америки были должниками) и доступе к природным ресурсам, поэтому была необходима военная интервенция для склонения к сотрудничеству правительств этих стран.
В начале 1930-х годов, озабоченное усилением вмешательства Вашингтона во внутренние дела своих южных соседей, правительство Аргентины попыталось консолидировать страны латиноамериканского региона против экспансии США. Карлосом Сааведра Ламасом был выработан проект антиамериканского антивоенного соглашения. В конце 1932 года правительствa нескольких южноамериканских государств подписали антивоенный пакт, получивший название в честь его автора — пакт Сааведра Ламаса. «Белый дом» усмотрел в этом угрозу своим интересам, и в 1933 году президент Франклин Рузвельт объявил об отказе от политики «большой дубинки», провозгласив новую политическую доктрину — политику «доброго соседа».

## Администрация Франклина Рузвельта

### Политика
3 марта 1933 года Рузвельт прочёл свою инаугурационную речь, в которой провозгласил принципы добрососедства: 1) сосед, который полностью уважает себя, уважает и права других; 2) сосед уважает обязательства и святость сделок. Эта позиция была подтверждена Корделом Халлом, госсекретарём Рузвельта, на конференции американских государств в Монтевидео, в декабре 1933 года. Халл сказал: «Ни одна страна не имеет права вмешиваться во внутренние и внешние дела другой страны». В декабре того же года Рузвельт подтвердил эту политику: «Чёткая политика Соединённых Штатов отныне такова, что отвергает военную интервенцию».
Соединённые Штаты хотели иметь хорошие отношения со своими соседями, особенно во время роста количества конфликтов, поэтому эта политика должна была укрепить поддержку Латинской Америки. Политика добрососедства означала, что США будут смотреть на Латинскую Америку через более мирную призму. Избегая военных интервенций, США изменили свои методы для сохранения влияния в Латинской Америке: панамериканизм, поддержка влиятельных местных лидеров, тренировки национальных гвардий, экономическое и культурное проникновение, займы, экономический надзор и политические перевороты.

## Последствия
Среди проявлений политики добрососедства — отзыв американской морской пехоты с Гаити и Никарагуа в 1934 году и отмена поправки Платта. Американский внешнеполитический курс до окончания Второй мировой войны пользовался популярностью у латиноамериканцев. На новые веяния откликнулись радиостанции (программа) Viva America и даже мультстудия Уолта Диснея (фильм «Привет, друзья!»)
Эра «добрососедства» завершилась вместе с началом холодной войны. Холодная война изменила политику, поскольку американцы считали, что необходимо защищать Западное полушарие от советской угрозы. Эти изменения противоречили фундаментальным принципам политики добрососедства, в частности «невторжению», так как требовали активного американского присутствия в странах Латинской Америки.
До окончания холодной войны Соединённые Штаты прямо и косвенно атаковали все подозрительные социалистические движения с надеждой пресечения распространения коммунистического влияния. В том числе сюда входит и свержение социалистического режима в Чили, свержение социалистического президента Гватемалы Хакобо Арбенса и правительства сандинистов в Никарагуа.
Кроме того, после Второй мировой войны Соединённые Штаты сосредоточили свою финансовую поддержку на восстановлении разорённых войной Европы и Японии. Для американских инвесторов латиноамериканский регион на долгое время отошёл на второй план.